# 999 Zachia
999 Zachia, asteroid glavnog pojasa. Otkrio ga je Karl Wilhelm Reinmuth, 9. kolovoza 1923.

## Vanjske poveznice
- Minor Planet Center